# All That You Can't Leave Behind
| 총 점수              | 총 점수 |
| 출처                 | 점수    |
| -------------------- | ------- |
| 메타크리틱           | 79/100  |
| 평가 점수            |         |
| 출처                 | 점수    |
| AllMusic             | [ 2 ]   |
| Chicago Sun-Times    | [ 3 ]   |
| Entertainment Weekly | A       |
| The Guardian         | [ 5 ]   |
| NME                  | 7/10    |
| Pitchfork            | 5.0/10  |
| Q                    | [ 8 ]   |
| Rolling Stone        | [ 9 ]   |
| USA Today            | [ 10 ]  |
| The Village Voice    | A−      |

《All That You Can't Leave Behind》는 아일랜드의 록 밴드 U2의 열 번째 스튜디오 음반이다. 브라이언 이노와 다니엘 라누아가 프로듀싱을 맡았으며, 2000년 10월 30일, 아일랜드 레코드와 인터스코프 레코드를 통해 발매되었다. 1990년대에 얼터너티브 록과 댄스 음악에 대한 밴드의 실험과 1997년 음반 《Pop》의 혼합 리셉션 이후, 는 이전 음반인 《All That You Can't Leave Behind》와 비슷한 사운드로 돌아왔다. 이 그룹은 이전 세 장의 U2 음반을 함께 포로듀싱한 이노와 라누아와 재회했다. 이 음반은 원래 "U2000"이라는 이름으로 불렸는데, 이 음반은 PopMart Tour의 워킹 타이틀이었다.
이 음반은 대부분의 비평가들로부터 긍정적인 평가를 받았고, 32개국에서 1위에 올랐으며, 1,200만 장 이상이 팔렸다. 〈Beautiful Day〉, 〈Walk On〉, 〈Elevation〉, 〈Stuck in a Moment You Can't Get Out Of〉은 모두 성공적인 싱글이었다. 이 음반과 곡들은 7개의 그래미 어워드를 수상했다. 이 음반은 역사상 그래미 어워드의 올해의 음반상, 2001년의 〈Beautiful Day〉와 2002년의 〈Walk On〉을 수상한 유일한 음반이다. 2003년에 이 음반은 《롤링 스톤》이 선정한 역사상 가장 위대한 음반 500장 중 139위에 올랐지만, 2012년에는 280위로 다시 올랐다. 밴드가 보다 친밀한 무대 디자인을 갖춘 연주 장소로 되돌아간 서포트 입면 투어 또한 중요하고 상업적인 성공을 거두었다. 《All That You Can't Leave Behind》는 원작 20주년을 기념하여 2020년에 재발매되었다.

## 배경
1990년대 내내 U2는 그들의 1997년 음반 《Pop》과 그에 수반되는 PopMart Tour로 절정을 이룬 얼터너티브 록과 일렉트로닉 댄스 음악으로 실험을 했다. 기타리스트 디 에지는 《Pop》과 함께 이 밴드가 "로큰롤 밴드 포맷의 해체 작업을 절대 몇 번째인지도 모를 정도로 가져갔다"고 말했다. 하지만 음반과 투어에 대한 반응이 좋지 않자 밴드는 기타, 베이스, 드럼으로 구성된 곡 편곡으로 돌아가 투어 후 스튜디오로 빠르게 재편성하기를 원했다.

## 구성
이 음반은 1990년대의 실험적인 음반 이후 밴드의 전통적인 사운드로 되돌아간 것으로 여겨졌다. 그러나 많은 면에서, 이 음반은 1990년대 작품의 음색적인 뉘앙스를 유지하고 1980년대 작품의 멜로디컬하고 갈고리가 채워진 록과 조화를 이루면서 새로운 장을 열었기 때문에, 이것은 지나치게 단순화되었다. 예를 들어, 첫 번째 곡(및 리드 싱글)인 〈Beautiful Day〉는 드럼 머신과 리듬 시퀀서로 시작하는 낙관적인 국가이다. 이 음반에는 1997년 자살한 INXS의 리드 싱어인 마이클 허친스를 위해 보노가 작곡한 곡인 〈Stuck in a Moment You Can't Get Out Of〉도 포함되어 있다. 애덤 클레이턴은 이 음반이 "밴드로서, 남자로서, 엄마와 아빠의 아들로서 겪었던 여정에 대해서요. 그것은 보노의 아버지가 그 기간 내내 불치병에 걸린 것과 같은 상실감과 함께 살아야 하는 짐에 관한 것이었습니다."

## 커버 아트
음반 커버에 실린 사진은 프랑스 파리 샤를 드 골 공항 로이시 홀 2F에서 오랜 U2 사진작가 안톤 코르빈이 촬영한 것으로, 〈Beautiful Day〉 뮤직 비디오가 촬영된 곳이기도 하다. 1990년대 음반의 화려한 슬리브와는 대조적으로, 《All That You Can't Leave Behind》의 커버는 밴드의 단색 이미지이다. 디자이너들은 그들이 만든 외모를 "성장한" 것으로 묘사한다. 원본 사진에서 공항 표지판에는 체크인 데스크의 방향을 나타내는 "F21-36"이라고 쓰여 있다. 밴드의 요청에 따라 소매 디자이너들은 이것을 성경 구절 예레미야 33장 3절의 숨겨진 언급인 J33-3("네가 알지 못하는 위대하고 힘센 것에 응답하라")로 바꾸었다. 보노는 그것을 "신의 전화번호"라고 불렀다.

## 곡 목록
모든 곡들은 U2에 의해 작사/작곡하였다.
| #   | 제목                                       | 프로듀서                                        | 재생 시간 |
| --- | ------------------------------------------ | ----------------------------------------------- | --------- |
| 1.  | 〈Beautiful Day〉                          | 다니엘 라누아, 브라이언 이노, 스티브 릴리와이트 | 4:06      |
| 2.  | 〈Stuck in a Moment You Can't Get Out Of〉 | 라누아, 이노                                    | 4:32      |
| 3.  | 〈Elevation〉                              | 라누아, 이노                                    | 3:45      |
| 4.  | 〈Walk On〉                                | 라누아, 이노, 릴리와이트                        | 4:55      |
| 5.  | 〈Kite〉                                   | 라누아, 이노                                    | 4:23      |
| 6.  | 〈In a Little While〉                      | 이노, 라누아, 리처드 스탠너드, 줄리안 갤러거    | 3:39      |
| 7.  | 〈Wild Honey〉                             | 이노, 라누아                                    | 3:47      |
| 8.  | 〈Peace on Earth〉                         | 라누아, 이노, 마이크 헤지스                     | 4:46      |
| 9.  | 〈When I Look at the World〉               | 이노, 라누아                                    | 4:15      |
| 10. | 〈New York〉                               | 이노, 라누아                                    | 5:28      |
| 11. | 〈Grace〉                                  | 라누아, 이노                                    | 5:31      |

## 인증
| 국가                                                  | 인증        | 판매량/출하량 |
| ----------------------------------------------------- | ----------- | ------------- |
| 아르헨티나 (CAPIF)                                    | 플래티넘    | 60,000^       |
| 오스트레일리아 (ARIA)                                 | 5× 플래티넘 | 350,000^      |
| 오스트리아 (IFPI 오스트리아)                          | 플래티넘    | 50,000*       |
| 벨기에 (BEA)                                          | 2× 플래티넘 | 100,000*      |
| 브라질 (Pro-Música Brasil)                            | 플래티넘    | 250,000*      |
| 캐나다 (뮤직 캐나다)                                  | 5× 플래티넘 | 500,000^      |
| 덴마크 (IFPI Danmark)                                 | 2× 플래티넘 | 100,000^      |
| 핀란드 (Musiikkituottajat)                            | 골드        | 27,312        |
| 프랑스 (SNEP)                                         | 플래티넘    | 484,265       |
| 독일 (BVMI)                                           | 3× 골드     | 450,000^      |
| 홍콩 (IFPI 홍콩)                                      | 골드        | 10,000*       |
| 헝가리 (MAHASZ)                                       | 골드        |               |
| 일본 (RIAJ)                                           | 플래티넘    | 200,000^      |
| 멕시코 (AMPROFON)                                     | 플래티넘    | 150,000^      |
| 네덜란드 (NVPI)                                       | 2× 플래티넘 | 160,000^      |
| 뉴질랜드 (RMNZ)                                       | 3× 플래티넘 | 45,000^       |
| 노르웨이 (IFPI 노르웨이)                              | 플래티넘    | 50,000*       |
| 폴란드 (ZPAV)                                         | 골드        | 20,000+       |
| 남아프리카 공화국 (RiSA)                              | 3× 플래티넘 | 150,000*      |
| 스페인 (PROMUSICAE)                                   | 3× 플래티넘 | 300,000^      |
| 스웨덴 (GLF)                                          | 플래티넘    | 80,000^       |
| 스위스 (IFPI 스위스)                                  | 2× 플래티넘 | 100,000^      |
| 영국 (BPI)                                            | 3× 플래티넘 | 900,000^      |
| 미국 (RIAA)                                           | 4× 플래티넘 | 4,000,000^    |
| 요약                                                  |             |               |
| 유럽 (IFPI)                                           | 4× 플래티넘 | 4,000,000*    |
| *판매량을 기반으로 한 인증 ^출하량을 기반으로 한 인증 |             |               |